# Rodolphe Petit
Rodolphe Petit, est un écrivain et un avocat suisse né le 10 avril 1971 à Lausanne.

## Biographie
Rodolphe Petit étudie les lettres dès 1990, puis le droit dès 1999 à l’Université de Lausanne. Il obtient en 2009 un brevet d'avocat, métier qu'il pratique par la suite près d'une décennie en comptant les années de stage, tout en poursuivant son travail d’écriture. Il travaille depuis 2016 au sein de l'ordre judiciaire vaudois. Depuis novembre 2019, il est membre du comité des éditions art&fiction, et depuis août 2020, il en préside l'association.
Ses livres (roman, prose poétique ou recueil de poésie) sont marqués par les collaborations artistiques. Il travaille avec Xavier Löwenthal, auteur de bande-dessinée, pour Les Magasiniers du Ciel paru en 2007 aux éditions Castagniééé, ainsi qu'avec des plasticiens, soit Elise Gagnebin-de Bons, pour Je vois des formes qui n'existent plus,,,,,, et Luc Andrié, pour Les deux dimensions de la première dimension, parus respectivement en 2016 et 2019 aux éditions art&fiction. Il a collaboré également avec le peintre Alexandre Loye pour Poucet, livre-disque paru en 2022 associant la voix de Francesco Biamonte et la musique originale de l'ensemBle baBel.
« Dans ses poèmes, Rodolphe Petit aborde des faits microscopiques ou plus spectaculaires, des moments personnels ou publics, et ce, dans l’espace étroit d’une pièce de vie, sur fond urbain ou dans les vastes espaces d’un ailleurs. Ses poèmes portent l’empreinte des rites sociaux : instinct grégaire, destructivité, loyautés, événements fondateurs en lien avec la naissance et la disparition, créativité et répétition. Il semble particulièrement sensible au fait que l’humain dresse et domestique son environnement, et le marque d’un sceau de captivité qui l’enferme en retour. Petit témoigne avec justesse de l’inéluctable du cheminement humain, et de la marche du monde, où vie et mort sont des cycles entrelacés inscrits dans un perpétuel work in progress » (Ritta Baddoura, L'Orient littéraire, janvier 2020).

## Publications

### Roman, prose poétique, poésie et livre-disque
- Rodolphe Petit et Alexandre Loye, avec Francesco Biamonte et l'ensemBle baBel, Poucet, Lausanne, livre-disque art&fiction, 2022, 36 p., vinyle 10" 33 t.  (ISBN 978-2-88964-008-9)
- Rodolphe Petit et Luc Andrié, Les deux dimensions de la première dimension, Lausanne, art&fiction, 2019, 96 p. (ISBN 978-2-940570-75-1)[13]
- Rodolphe Petit et Élise Gagnebin-de Bons, Je vois des formes qui n'existent plus, suivi de Moonlight S., Lausanne, art&fiction, coll. « So/So », 2016, 150 p. (ISBN 978-2-940570-12-6)[15]
- Rodolphe Petit, Il se peut qu'ils n'aient pas mangé assez de crustacés, Lausanne, Navarino, 2008, 40 p. (ISBN 978-2-9700453-4-2)[16]
- Rodolphe Petit, Les Magasiniers du Ciel, Vevey, Castagniééé, 2007, 224 p. (ISBN 978-2-9700453-4-2)[17]

### Inédits, ouvrages collectifs et textes en revues
- Bis Repetita[18], inédit, Le Courrier, septembre 2010
- Tourne et grince, Quand j’avais 17 ans, ouvrage collectif, éditions Le Roman des Romands, Genève, 2013
- Le Tombeau de Fanchon, revue BéDéPHILE #3, septembre 2017
- Arizona, qui sait, revue La cinquième saison #1, septembre 2017
- Voilà, je n’ai plus rien à dire…, revue La cinquième saison #8, juillet 2019
- Villa, inédit, Les Insécables en continu, 18 avril 2020[19]
- Vous êtes ici, textes pour la monographie du peintre Alexandre Loye, éditions Manoir de la Ville de Martigny et art&fiction, Lausanne 2020[20]
- La vie est grandiose ces jours-ci, poème inédit, Printemps de la poésie 2021, La poésie à l'hôpital[21], Hôpitaux Universitaires Genève, du 20 mars au 3 avril 2021

## Distinction
- Sélection au Prix du roman des Romands 2010[22], pour Il se peut qu'ils n'aient pas mangé assez de crustacés, éd. Navarino, 2008